# 5A busz (Nyíregyháza)
A nyíregyházi 5A jelzésű autóbusz az 5-ös buszvonal betétjárata, amely Jósaváros és Örökösföld között közlekedik. Megállóinak száma Jósaváros felé 14, Örökösföld felé 16 db. A vonalat a Volánbusz üzemelteti.

## Útvonala
Jósaváros felé:
Örökösföld - Szalag u. - Örökósfóldi piac - Család u. 52. - Eü. Szakközépiskola - Nagyvárad u. - Kórház - Inczédy sor - Bujtos u. - Kodály Zoltán Ált. Iskola - Nyár u. - Volánbusz Zrt. - Jósavárosi Piac - Jósaváros
Örökösföld felé:
Jósaváros - Jósavárosi Templom - Jósavárosi Piac - Volánbusz Zrt. - Pazonyi tér - Nyár u. - Kodály Zoltán Ált. Iskola - Bujtos u. - Inczédy sor - Kórház - Nagyvárad u. - Eü. Szakközépiskola - Család u. 52. - Örökösföldi piac - Szalag u. - Örökösföld